# Bridge Creek (Wisconsin)
Bridge Creek es un pueblo ubicado en el condado de Eau Claire en el estado estadounidense de Wisconsin. En el Censo de 2010 tenía una población de 1900 habitantes y una densidad poblacional de 7,05 personas por km².

## Geografía
Bridge Creek se encuentra ubicado en las coordenadas 44°42′52″N 91°2′55″O / 44.71444, -91.04861. Según la Oficina del Censo de los Estados Unidos, Bridge Creek tiene una superficie total de 269.61 km², de la cual 264.9 km² corresponden a tierra firme y (1.75%) 4.71 km² es agua.

## Demografía
Según el censo de 2010, había 1900 personas residiendo en Bridge Creek. La densidad de población era de 7,05 hab./km². De los 1900 habitantes, Bridge Creek estaba compuesto por el 97.95% blancos, el 0.26% eran afroamericanos, el 0.16% eran amerindios, el 0.26% eran asiáticos, el 0% eran isleños del Pacífico, el 0.47% eran de otras razas y el 0.89% pertenecían a dos o más razas. Del total de la población el 1.58% eran hispanos o latinos de cualquier raza.